# François Leclerc du Tremblay
François Leclerc du Tremblay (París, 4 de novembre de 1577 - Rueil, 18 de desembre de 1638) fou un polític francès i frare caputxí amb el nom de Josep de París, cofundador de l'orde de les Filles del Calvari.

## Biografia

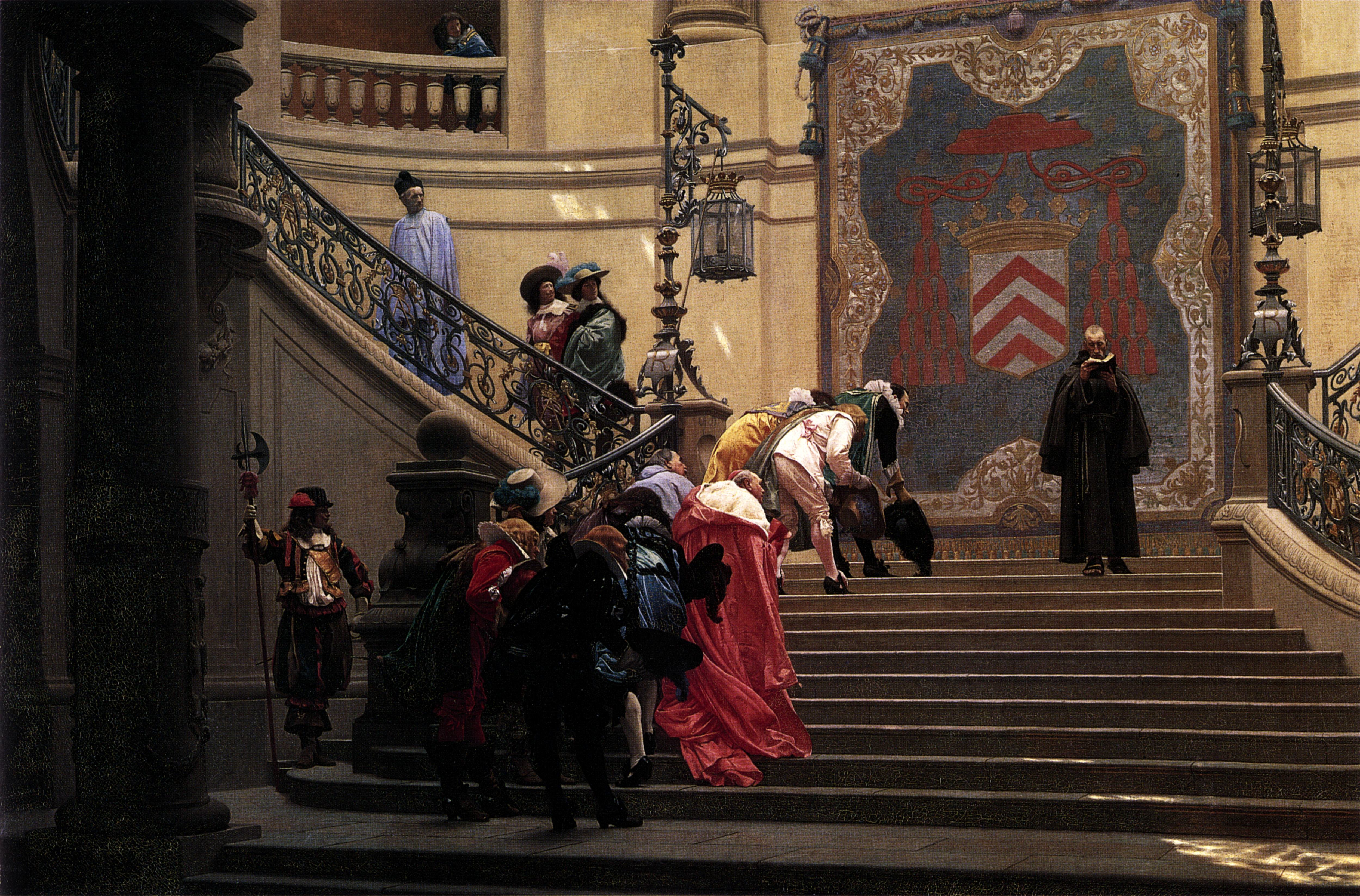
L'Éminence grise de Jean-Léon Gérôme

Fill de Jean Leclerc du Tremblay, president de l'antic Parlament de París, i de Marie Motier de Lafayette, entrà en l'orde dels caputxins en 1599. Cap al 1612 entrà en contacte amb Armand-Jean du Plessis de Richelieu, futur cardenal i, des de 1624 primer ministre del rei Lluís XIII de França. Josep de París esdevingué confident i conseller de Richelieu, i dugué a terme importants missions diplomàtiques a França i a la resta d'Europa per compte del cardenal. El cardenal, conegut com a éminence rouge (eminència roja), deia que el caputxí era la seva "eminència grisa".
Tingué un paper determinant durant la Guerra dels Trenta Anys, quan França lluità contra Àustria en 1630. Amb zel religiós, el frare volia reconvertir al catolicisme l'Europa protestant i proposà, sense èxit, una croada per alliberar Europa da l'Imperi Otomà.
Confessor d'Antonieta d'Orléans-Longueville, li inspirà la reforma que portà al naixement de la congregació de les monges Benedictines de la Mare de Déu del Calvari en 1617.